# 大沢健
大沢 健（おおさわ けん、1974年12月28日 - ）は、日本の俳優。
東京都出身。株式会社mewgull所属。身長178cm、体重65kg。

## 来歴
幼少期にモデルとして活動を開始し、子役として伊丹十三監督の映画『タンポポ』やテレビドラマ『真田太平記』に出演する。1988年に『ぼくらの七日間戦争』で本格的にスクリーンデビューし、脚光を浴びた。
1991年、『電影少女 -VIDEO GIRL AI-』で映画初主演を果たす。1990年代前半にはアイドル雑誌でグラビア企画を組まれたり、ブティック社から自身の名を冠したスタイルブックが出版されたりもした。
映像作品と並行して舞台にも数多く起用され、シェイクスピア作品から特技の日本舞踊（花柳流）を活かした舞踊劇まで幅広い作品に出演している。

## 人物
- 堀越高等学校卒業[6]。亜細亜大学国際関係学部卒業[7]。
- 趣味は歌舞伎観賞、野球、写真、鉄道[8]。
- 特技は日本舞踊[8]。花柳流の師範・名取として、日舞の舞台では「花柳 恵右衛門（はなやぎ けいえもん）」の名を名乗る[9]。

## 出演

### テレビドラマ
- 真田太平記（1985年 - 1986年、NHK総合）
- なんて素敵にジャパネスク（1986年、日本テレビ） - 吉野の君（少年時代） 役
- NHK大河ドラマ（NHK）
  - 春日局（1989年） - 竹千代 役
  - 徳川慶喜（1998年） - 姉小路公知 役
  - 葵 徳川三代（2000年） - 細川忠隆 役
- 火曜サスペンス劇場（日本テレビ）
  - 湾岸に消えた女（1989年） - 純 役
  - 天使の居場所（1999年）
- いつも誰かに恋してるッ（1990年、フジテレビ） - 元木正網 役
- いつか誰かと朝帰りッ（1990年、フジテレビ） - 目黒廣毅 役
- 戦艦大和（1990年、フジテレビ） - 尾形少年兵 役
- 土曜ワイド劇場（テレビ朝日）
  - 真夏の女子高生連続殺人 甘くてあぶないぼくとぼくらの夏（1990年） - 主演・戸川春一 役
  - 牟田刑事官事件ファイル（1998年） - 山野達也 役
  - 温泉医ぽっかや診療所事件カルテ（2001年） - 越山正雄 役
  - 山村美紗サスペンス 京都〜札幌雪まつり連続殺人事件（2002年） - 石原剛 役
  - 警視庁鑑識班16（2003年） - 丹野豊 役
  - 産婦人科医・南雲綾子3 対決（2004年） - 吉崎要 役
  - 盗聴撃退!完全マニュアル-橘京子の調査報告書-（2005年） - 島田純一 役
- 年末年始 ザ・ホスピタル（1990年、TBS） - 神保和也 役
- 金曜ドラマシアター / 金曜エンタテイメント（フジテレビ）
  - おふくろシリーズ7「おふくろに…万歳!!」（1991年） - 大須賀直人 役
  - 昭和推理傑作選・横溝正史シリーズ「犬神家の一族」（1994年） - 犬神佐兵衛（青年時代） 役
  - 坊ちゃん教授の事件簿3「岩手花巻・銀河牧場殺人事件」（2003年） - 尾形忠志 役
- 先生のお気にいり!（1991年、TBS） - 水野渉 役
- LOVE あなたに逢いたい 第15回「にらめっこ」（1991年、フジテレビ）
- 世にも奇妙な物語 第2シリーズ「STILL」（1991年、フジテレビ） - 主演・行雄 役
- 女たちの太平洋戦争〜15歳の手記より〜（1991年、テレビ朝日）
- 源義経（1991年、日本テレビ） - 平敦盛 役
- 素敵な恋をしてみたい 「いけないイマジネーション」（1992年、TBS）
- パパと呼ばせて!（1992年、テレビ東京） - 源太 役
- ドラマシティ'92 恋人たちのターミナル（1992年、読売テレビ・日本テレビ）
- キライじゃないぜ（1992年、TBS） - 園井翔 役
- Alice アリス（1992年、テレビ朝日） - 浩男 役
- レッスンC（1993年、テレビ朝日） - 村上信一 役
- 映画みたいな恋したい 「結婚前に清算すべきこと」（1993年、テレビ東京）
- 日本名作ドラマ「古都」（1994年、テレビ東京） - 水木真一 役
- HOTEL（TBS）
  - シーズン3 第11話「女の日記盗難事件」（1994年） - 緒方 役
  - シーズン4 第20話「極道の嫁入門講座」（1994年） - 慎一 役
- 静かなるドン（1994年、日本テレビ） - 秋野明美の従兄弟・利彦 役
- 金田一少年の事件簿 ファイル2「悲恋湖殺人事件」（1995年、日本テレビ） - 遠野英治 役
- 金田一耕助の傑作推理「幽霊座」（1997年、TBS・東阪企画） - 牧野喜久雄 役
- はぐれ刑事純情派 第10シリーズ 第1話スペシャル（1997年、テレビ朝日）
- 新・半七捕物帳 第4話「結び文」（1997年、NHK総合） - 清太郎 役
- オマタかおる（1997年、テレビ朝日） - 小俣五郎　役
- 月曜ドラマスペシャル 蛍の宿（1997年、TBS）
- Dの遺伝子 Fiction Documentary 第17回「がんばれないニッポンの悲劇」（1997年、フジテレビ）
- 十津川警部シリーズ（渡瀬恒彦版）13「特急しなの連続殺人事件」（1997年、TBS） - 松山えりか（小林綾子）の義弟・桐山要介 役
- 愛の劇場（TBS）
  - 39歳の秋（1998年） - 田中卓也 役
  - ラブレター 第39・40話（2009年1月22日・23日） - 岩村良平 役
- 木綿のハンカチ2〜ライトウインズ物語（1998年、NHK BS2）
- 夜逃げ屋本舗 第2話（1999年、日本テレビ）
- バースデイ〜こちら椿産婦人科〜 第5話（1999年、テレビ東京） - 桜沢信次 役
- 京都潜入捜査官 THE SLIPPERS 第4話（2000年、テレビ朝日）
- 弁護士猪狩文助（2001年、TBS） - 野口耕一 役
- 山田風太郎 からくり事件帖-警視庁草紙より- 第5話「最後の牢奉行」（2001年、NHK総合）
- 御家人斬九郎 第5シリーズ 第10話「最後の死闘」（2001年、フジテレビ）
- 女と愛とミステリー / 水曜ミステリー9（テレビ東京）
  - 松本清張没後10年特別企画・家紋 （2002年） - 北川刑事 役
  - みちのく蕎麦街道殺人事件（2003年）
  - 多摩南署たたき上げ刑事・近松丙吉8 「最期のメッセージ」（2005年） - 堀部安隆 役
  - 湯けむりドクター華岡万里子の温泉事件簿3 「狐の嫁入り」（2007年） - 原田敏弘 役
- 駄目ナリ! 第3話（2004年、よみうりテレビ） - 京野康広 役
- 御宿かわせみ第三章 第3回「牡丹屋敷の人々」（2005年、NHK総合） - 彦四郎 役
- 水戸黄門（TBS・C.A.L）
  - 第37部 第5話「陰謀砕いた美人姫・越後高田」（2007年） - 玉木大吾 役
  - 第39部 第12話「愛と復讐の桜島・鹿児島」（2009年） - 菊村数馬（大友喬之助） 役
- 陽炎の辻〜居眠り磐音 江戸双紙〜 第6話「宵待草」（2007年、NHK総合） - 丑松 役
- 音女 082「妄想するオトメ」（2008年、テレビ朝日）
- トップセールス（2008年、NHK） - 高村雅之 役
- 相棒 season7 第3話「沈黙のカナリア」（2008年、テレビ朝日） - 後藤新次 役
- 新春ワイド時代劇（テレビ東京）
  - 戦国疾風伝 二人の軍師 秀吉に天下を獲らせた男たち（2011年1月2日） - 斎藤龍興 役
- 連続テレビ小説 梅ちゃん先生 第8週 - 最終週（2012年5月 - 9月、NHK） - 加藤正和 役
- 京都地検の女 第8シリーズ 第3話（2012年8月2日、テレビ朝日） - 瀬戸恭一郎 役
- 宮部みゆきミステリー パーフェクト・ブルー 第1話（2012年10月8日、TBS）- 井波洋 役
- 梅ちゃん先生〜結婚できない男と女スペシャル〜（2012年10月13日・20日、NHK BSプレミアム） - 加藤正和 役
- MONSTERS 第7話（2012年12月2日、TBS） - 沢村誠一 役
- 子連れ信兵衛 第5話「罪作りな母の愛」（2015年12月11日、NHK BSプレミアム） - 仁吉 役
- 明日の君がもっと好き（2018年、テレビ朝日） - 宇都雅也 役
- いつまでも白い羽根 第3 - 5話（2018年4月21日 - 5月5日、東海テレビ・フジテレビ） - 佐伯順 役
- 坂の途中の家（2019年、WOWOW） - 近藤雄介 役
- 彼が僕に恋した理由 第3・4話（2020年8月23日・30日、TOKYO MX） - 氷川大助 役
- 自転車屋さんの高橋くん 第5話（2022年12月2日、テレビ東京） - 高橋進司 役
- 闇バイト家族 第6話（2024年2月10日、テレビ東京） - 刑事 役[10]
- 魔物 第2・7話（2025年4月25日・6月6日、テレビ朝日） - 源斗司夫 役

### 映画
- テラ戦士ΨBOY（1985年、東映）
- タンポポ（1985年、東宝） - いじめっ子 役
- 嵐が丘（1988年、東宝）
- ぼくらの七日間戦争（1988年、東宝） - 中尾和人 役
- ファンシイダンス（1989年、大映） - 塩野郁生 役
- ハッピーエンドの物語（1991年、ニュー・センチュリー・プロデューサーズ） - 川原達郎 役
- 電影少女 -VIDEO GIRL AI-（1991年、東宝） - 主演・弄内洋太 役
- 超少女REIKO（1991年、東宝） - 緒方志郎 役
- 第1回欽ちゃんのシネマジャック「元禄女太陽伝」（1993年、東宝）
- 素顔になりたい（1996年、エヌ・ケー・ケー）
- ラブ&ポップ（1998年、ラブ&ポップ製作機構） - サラリーマン風の男 役
- SF サムライ・フィクション（1998年、シネカノン） - 黒沢忠介 役
- 長髪大怪獣ゲハラ（2009年、日本放送協会） - 主演・萩原英男 役
- 海辺の映画館―キネマの玉手箱（2020年、アスミック・エース） - 佐々木小次郎 役
- 国宝（2025年、東宝） - 生田庄左衛門 役

### 舞台
- オイディプス王（1986年、東宝、作：ソポクレス、演出：蜷川幸雄）
- 王女メディア（1986年、東宝、作：エウリピデス、演出：蜷川幸雄）
- 貧民倶楽部（1986年、原作：泉鏡花、脚本：堀井康明、演出：蜷川幸雄） - 千破矢瀧太郎（少年時代） 役
- テンペスト（1987年、東宝、作：ウィリアム・シェイクスピア、演出：蜷川幸雄）
- NINAGAWAマクベス（1987年、作：ウィリアム・シェイクスピア、翻訳：小田島雄志、演出：蜷川幸雄）
- 青い鳥のハムレット 大いなる感情過多（1992年、青い鳥、作：ウィリアム・シェイクスピア、演出：芹川藍）
- サイケ歌舞伎「月食」（1994年、原作・脚本：橋本治、演出：宮本亜門、美術：横尾忠則）
- アナザー・カントリー（1994年、ジェントル・アーツ、作：ジュリアン・ミッチェル、演出：釜紹人） - 主演・ガイ・ベネット 役（Wキャスト）
- グイン・サーガ 炎の群像（1995年、原作：栗本薫、脚本・作曲・作詞・演出：中島梓） - レムス 役
- 常陸坊海尊（1997年、ポイント東京、作：秋元松代、演出：蜷川幸雄）
- ハムレット（1998年、松竹、作：ウィリアム・シェイクスピア、演出：末木利文） - レィアーティーズ 役
- 真夜中のパーティ（1998年、博品館劇場、作：マート・クロウリー、演出：遠藤吉博）
- パパに乾杯（1999年、ケイダッシュステージ、作：アラン・エイクボーン、演出：山田和也）
- パーフェクト・デイズ（2000年、ホリプロ、作：リズ・ロケット、演出：宮田慶子）
- 青春・最終章〜僕たちの決算〜（2000年、ひょうご舞台芸術、作：ケネス・ロネガン、演出：鵜山仁）
- 星の村（2001年、宇宙堂、作・演出：渡辺えり子） - 青彦 / 赤沢 / 女教師 役（三役）
- ロミオとジュリエット2001（2001年、東宝、作：ウィリアム・シェイクスピア、潤色・演出：釜紹人） - マキューシオ 役
- 男の花道（2001年、松竹、原案：小国英雄、作：巌谷槇一、脚色：齋藤雅文、演出：金子良次）
- グラディスおばあさんの画廊（2002年、シアター21、作：ケネス・ロネガン、演出：宮田慶子）
- リトル・ヴォイス（2002年、作：ジム・カートライト、翻訳・演出：江守徹） - ビリー 役
- オスカー（2002年、NLT、作：クロード・マニエ、演出：鵜山仁） - クリスチャン・マルタン 役
- ゴロヴリョフ家の人々（2003年、新国立劇場、原作：サルティコフ・シチェドリン、脚本・演出：永井愛）
- 扉を開けて、ミスター・グリーン（2003年、ひょうご舞台芸術、作：ジョン・バロン、演出：グレッグ・デール）
- 復元 阿国歌舞伎（2003年、関西楽劇フェスティバル協議会、脚本：小笠原恭子、演出：野村万之丞）
- LILIES（2003年、スタジオライフ、作：ミシェル・マーク・ブシャルド、上演台本・演出：倉田淳） - 主演・シモン・ドゥセー 役
- 透明人間の蒸気（2004年、新国立劇場、作・演出：野田秀樹） - ロボット三等兵 役
- マクベス（2004年、新国立劇場、原作：ウィリアム・シェイクスピア、作曲：ジュゼッペ・ヴェルディ、演出：野田秀樹） - 医師 役
- 葡萄と密会（2004年、脚本・演出：山内健司）
- エリザベス・レックス（2004年、オン・タイム、作：ティモシー・フィンドリー、演出：青井陽治）
- 好色一代女（2005年、原作：井原西鶴、脚本：齋藤雅文、演出：山田和也）
- 芝居 〜朱鷺雄の城〜（2005年、ひょうご舞台芸術、作：山崎正和、演出：鵜山仁）
- やわらかい服を着て（2006年、新国立劇場、作・演出：永井愛）
- ミュージカル ピッピ（2006年8月、アール・ユー・ピー、脚本：スタフォン・イェーテスタム、演出：宮田慶子） - クラング 役
- たとえば野に咲く花のように －アンドロマケ－（2007年、新国立劇場、作：鄭義信、演出：鈴木裕美）
- 葦ノ籠 〜アシノカゴ〜（2008年、黒色綺譚カナリア派、作・演出：赤澤ムック）
- そのまま!（2008年、足立コミュニティ・アーツ、作：水谷龍二、演出：加納新平）
- 義弟の井戸（2009年、黒色綺譚カナリア派、作・演出：赤澤ムック）
- 御用牙（2009年、アール・ユー・ピー、作：竹内佑、演出：内藤裕敬）
- 遠くの戦争 〜日本のお母さんへ〜（2009年、非戦を選ぶ演劇人の会、作：篠原久美子、構成・演出：渡辺えり)
- 穴（2009年、名古屋をどり、作：青井陽治、作舞・演出：西川右近）
- かたりの椅子（2010年、二兎社、作・演出：永井愛）
- 琉球ロマネスク テンペスト（2011年、TBSテレビ、原作：池上永一、脚本：羽原大介、演出：堤幸彦） - 桜田 役
- リーディング・フェスタ2012 戯曲に乾杯! 劇場版“月いちリーディング”「ヒネミの商人」（2012年、日本劇作家協会、作：宮沢章夫、コーディネイター：篠原久美子、ファシリテイター：長谷基弘）
- KAAT次世代への古典芸能プロジェクト 隅田川二題「カーリュー・リヴァー」（2013年、作曲：ベンジャミン・ブリテン、台本：ウィリアム・プロマー、演出：花柳嘉輔、指揮：角田鋼亮）
- ジャンヌ（2013年、作：ジョージ・バーナード・ショー、翻訳：中川龍一・小田島雄志、演出：鵜山仁） - 修道士マルタン 役
- 天使猫―宮澤賢治の生き方―（2013年、オフィス3〇〇、作・演出：渡辺えり）
- 坊っちゃん劇場第8作 奇想天外☆舞音曲劇（みゅーじかる）「げんない」（2013年4月 - 7月・11月 - 12月、作・作詞・演出：横内謙介、作曲：深沢桂子、振付：ラッキィ池田・彩木エリ）
- 公の園2〜神様のいる公園〜（2014年、ANN Company、作：上杉祥三、演出：野崎美子） - 鳴海 役
- ニッポニアニッポン〜横浜・長谷川伸・瞼の母〜（2014年、脚本：齋藤雅文、演出：松本修）
- 未来サポートプロジェクト vol.5「赤シャツ」（2015年、作：マキノノゾミ、演出：西川信廣） - 主演・赤シャツ 役
- もとの黙阿弥（2015年、作：井上ひさし、脚本：栗山民也） - 坂東飛太郎 役
- 渡辺えり還暦特別公演「ガーデン〜空の海、風の国〜」（2015年、オフィス3〇〇、作・演出：渡辺えり）
- 焼肉ドラゴン（2016年、作・演出：鄭義信） - 長谷川豊 役
- 鶴八鶴次郎（2016年、演劇倶楽部『座』、原作：川口松太郎、構成・演出：壤晴彦） - 主演・鶴次郎 役
- ふるあめりかに袖はぬらさじ（2017年・2019年、作：有吉佐和子、演出：原田諒） - 岡田 役
- いろは四谷怪談（2017年、花組芝居、作・演出：加納幸和） - 黒根隼人 役（日替わりゲスト）
- 花盛り四人姉妹〜吉野まほろば物語〜（2018年、作：堀越誠、演出：水谷幹夫）
- 深夜特急（2018年、オフィス3〇〇、作：渡辺えり、演出：大森寿美男）
- 赤い靴の少女 母かよの物語（2018年、横浜夢座、作：畑圭之助、脚色・演出：福島三郎） - 鈴木志郎 役
- ミュージカル ふたり阿国（2019年、原作：皆川博子、脚本：中屋敷法仁、演出：田尾下哲） - 与八郎 役
- 新 かぼちゃといもがら物語 #7「神舞の庭」（2020年・2023年、作：長田育恵、演出：立山ひろみ） - 主演・中崎俊一 役
- Same Time, Next Year（2021年、作：バーナード・スレイド、訳：青井陽治・堤孝夫、演出：荻田浩一） - ジョージ 役（Wキャスト）
- Musical「HOPE」（2021年、上演台本・訳詞・演出：新納慎也、本多劇場） - ベルト 役[11]
- Dramatico-musical「BLUE RAIN」（2022年、脚本・演出：荻田浩一） - テオ 役（Wキャスト）
- 音楽劇「刻」（2022年、脚本・演出：西森英行） - 北野 / 横山 役（二役）
- 沈丁花（2022年、脚本・演出：堀越涼） - 油木正人（現代） 役
- 三山ひろし特別公演「裲襠松次郎〜拙者の生き様〜」（2023年、脚本・演出：池田政之） - 相良健太郎 役
- 三越劇場 怪事件推理「ステンドグラスと二つの贖罪」（2024年、E-Pin企画×三越伊勢丹、脚本：かとうだい、演出：早船聡・山村麻由美&E- PinDirectionTeam）[12]
- 富貴楼お倉（2024年、横浜夢座、作：小松與志子、演出：西川信廣）
- 無題シリーズ vol.1 リーディング劇「女中たち」（2024年、CCCreation Presents、原作：ジャン・ジュネ、訳：渡辺守章、演出：堀越涼）[13]

### テレビアニメ
- 闇芝居 四期 第7話「靴音」（2017年2月12日、テレビ東京）

### ラジオドラマ
- FMシアター（NHK-FM）
  - スティル・ライフ（1995年7月22日） - 主演・ぼく 役[14]
  - 深夜の市長（1997年1月11日）[15]
- 青春アドベンチャー（NHK-FM）
  - 645〜大化の改新・青春記〜（2001年3月19日 - 4月6日） - 中臣鎌足 / 蘇我入鹿 役（二役）[16][17]
  - 家電の極意（2011年10月31日 - 11月11日）[18]
  - 闇の守り人（2017年4月16日 - 27日） [19]
  - 羽州ぼろ鳶組シリーズ - 加持星十郎 役
    - 火喰鳥 羽州ぼろ鳶組（2018年7月23日 - 8月3日）[20]
    - 夜哭烏 羽州ぼろ鳶組（2019年9月16日 - 27日）[21]
    - 鬼煙管 羽州ぼろ鳶組（2020年10月19日 - 30日）[22]
    - 菩薩花 羽州ぼろ鳶組（2021年11月15日 - 26日）[23]
    - 夢胡蝶 羽州ぼろ鳶組（2022年10月17日 - 28日）[24]
    - 玉麒麟 羽州ぼろ鳶組（2023年6月5日 - 16日）[25]
    - 襲大鳳 羽州ぼろ鳶組（2024年3月25日 - 4月12日）[26]
- ガンバハル氏の実験（2020年6月9日、コマラジ） - 上海の男 役

### バラエティ番組
- ウッチャンナンチャンのやるならやらねば! 「ウチムラセブン」（1993年、フジテレビ） - ヨガ隊員 役
- ウンナン世界征服宣言（1993年、日本テレビ）
- 文學ト云フ事（1994年、フジテレビ）
- 世界ウルルン滞在記 #63「イギリスの庭園に…大沢健が出会った」（1996年7月21日、TBS）
- 痛快TV スカッとジャパン（2017年 - 2018年、フジテレビ）

### CM
- 第一生命保険 「パスポート新鮮組」（1993年 - 1996年） - 沖田総司 役
- クオーク 「クオークカード」（2002年） - タカシ 役

### 写真小説
- サーカスの少年（1990年、小説：松本隆、写真：安珠、東京書籍） ISBN 978-4487752492